# Пондини
Пондини (грч. Ποντηνή) је насељено место у општини Гребен у периферији Западна Македонија, Грчка. Према попису из 2021. године било је 166 становника.
Према бугарском географу и историчару, Василу Канчову, у Пондину је 1900. године живело 527 Грка муслимана (Валахади). Године 1923. муслиманско становништво је принудно исељено у Турску а на њихово место је насељено 75 грчких избегличких породица из Турске, којих је на попису из 1928. године било 285. Село се раније звало Ториште.